# Overwrite/腦內Survivor
《Overwrite／腦内Survivor》（日语：オーバーライト／脳内Survivor）是BREAKERZ的第13張單曲。2012年6月13日由ZAIN RECORDS發售。

## 概要
初回盤A是《Overwrite》的宣傳MV，初回盤B是《腦内Survivor》的PV收錄。通常盤是BREAKERZ（動畫使用）和江戸川柯南的包裝。《Overwrite》的PV在静岡縣富士宮市拍攝。

## 收錄曲

### 初回盤A
（全作詞：DAIGO、編曲：BREAKERZ）
1. オーバーライト [4:42]
作曲：AKIHIDE
2. 脳内Survivor [3:42]
作曲：SHINPEI
3. EMILY（Acoustic Version） [3:25]
作曲：AKIHIDE

### 初回盤B
1. 脳内Survivor
作曲：SHINPEI
2. オーバーライト
作曲：AKIHIDE
3. EMILY（Acoustic Version）
作曲：AKIHIDE

### 通常盤
1. オーバーライト
2. 脳内Survivor
3. EMILY（Acoustic Version）
4. Miss Mystery（TV size） [1:58]
作曲：DAIGO

## 音樂合作
- 讀賣電視台制作・日本電視台動畫《名偵探柯南》片尾曲（#1）
- 東京電視台系電視劇《STAND UP!Vanguard》印象曲（#2）
- 《卡片戰鬥先導者》官方印象歌曲、CM歌曲（#2）
- 讀賣電視台制作・日本電視台動畫《名偵探柯南》主題曲（#4）

## 備註
| 電視動畫『名偵探柯南』結尾曲 2012年5月5日 - 2012年7月28日 |                           |                             |
| 前作: grram 『悲しいほど 今日の夕陽 きれいだね』          | BREAKERZ 『Overwrite』    | 次作: 倉木麻衣 「為戀而愛」 |
| 電視CM『卡片戰鬥先導者』官方印象歌曲 2012年1月 -          |                           |                             |
| 前作: BREAKERZ 『GO』                                     | BREAKERZ 『腦内Survivor』 | 次作: -                     |
| 日本影集『STAND UP!Vanguard』原聲音樂 2012年5月3日        |                           |                             |
| -                                                         | BREAKERZ 『腦内Survivor』 | -                           |